# Hemitaurichthys zoster

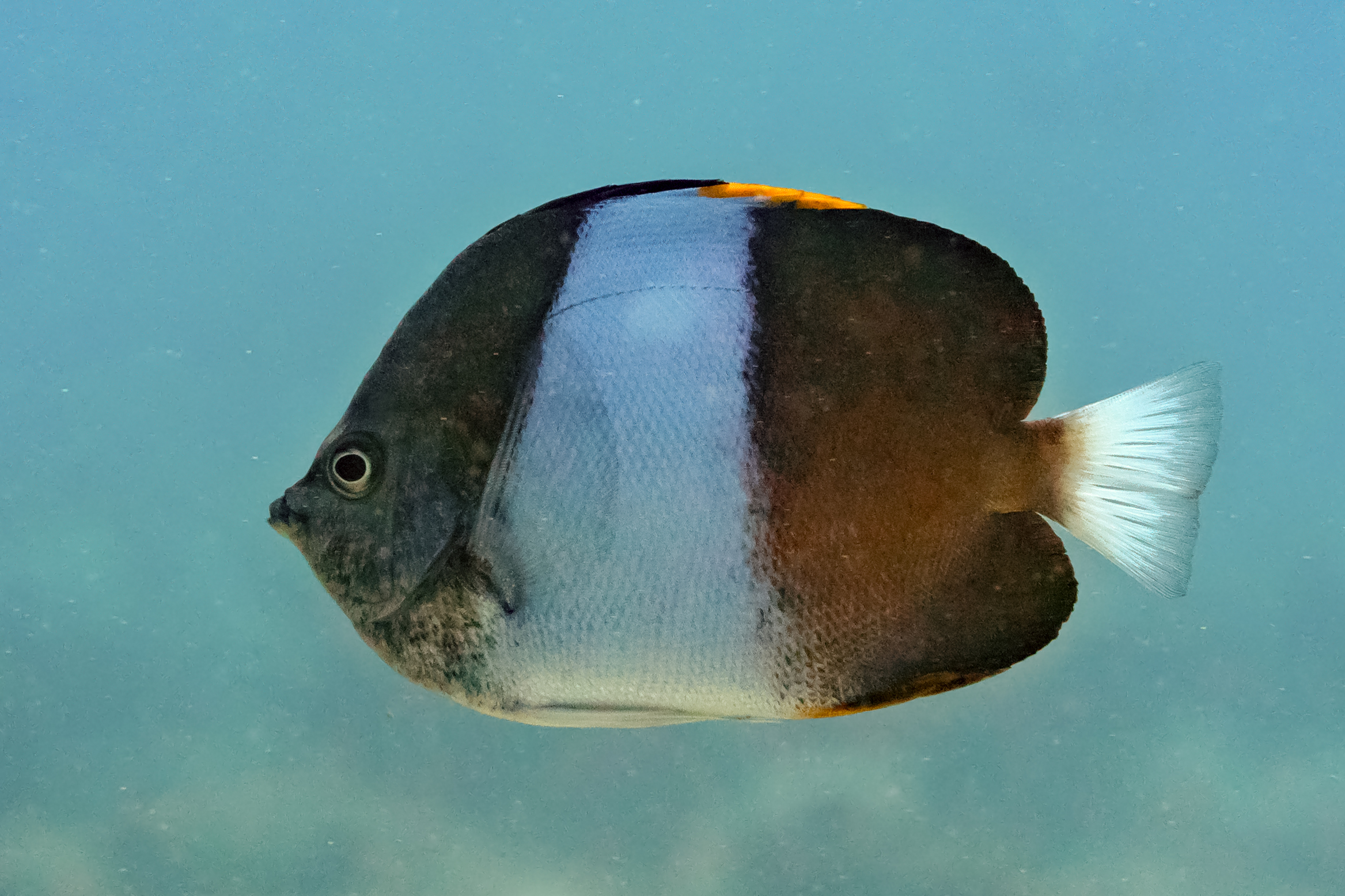
Hemitaurichtys zoster en Zanzíbar, Tanzania.

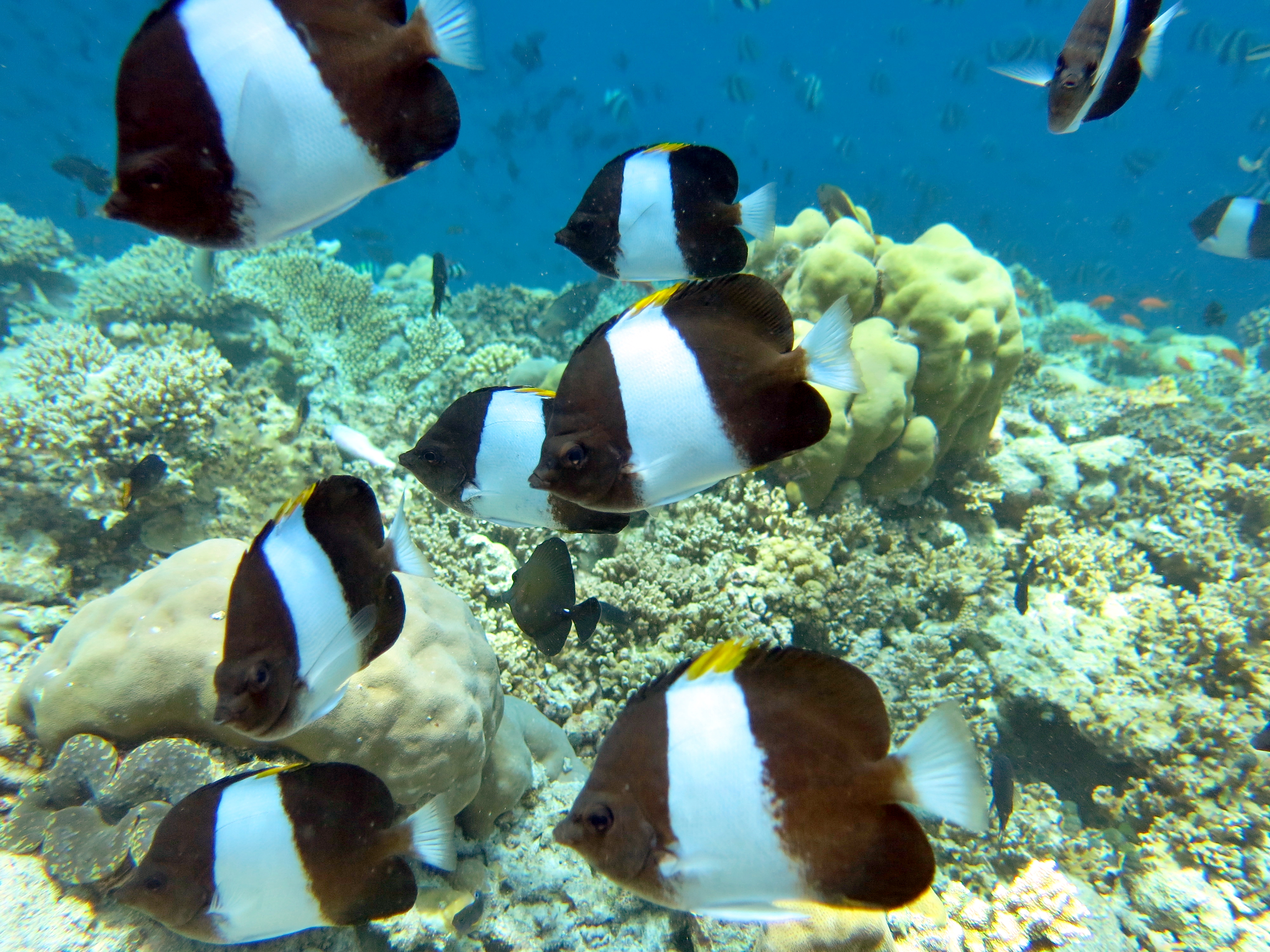
Grupo de H. zoster en Hulhudhoo, atolón de Baa, Maldivas.

Hemitaurichthys zoster es una especie de pez mariposa marino, de la familia Chaetodontidae.
Es una especie tropical del océano Indo-Pacífico. Común en su rango de distribución y con poblaciones estables. Su nombre más común en inglés es Brown-and-white butterflyfish, o pez mariposa marrón y blanco.

## Morfología
Posee la morfología típica de su familia, cuerpo ovalado y comprimido lateralmente, y una boca estrecha y puntiaguda. 
Su coloración base es marrón oscuro a negro, con una ancha franja vertical, blanca, que atraviesa el cuerpo ensanchándose hacia el vientre. Las aletas pectorales y la caudal son blancas. Las espinas de la aleta dorsal que coinciden en la franja blanca del cuerpo, son amarillas. 
Tiene 12 espinas dorsales, entre 24 y 26 radios blandos dorsales, 3 espinas anales y 21 radios blandos anales.
Alcanza hasta 18 cm de longitud.

## Hábitat y comportamiento
Especie no migratoria, asociada a arrecifes. Frecuenta laderas de arrecifes exteriores, expuestas a fuertes corrientes. Forma grandes agregaciones de varios cientos de individuos para alimentarse de plancton. Se refugia en hábitats del arrecife cuando se siente amenazado. 
Su rango de profundidad está entre 1 y 40 metros, aunque se han reportado localizaciones hasta 100 m, y en un rango de temperatura entre 23.19 y 27.04 °C.

## Distribución
Ampliamente distribuido en los océanos Índico y Pacífico. Es especie nativa de Birmania; Comoros; India (Andaman y Nicobar); Indonesia; Kenia; Madagascar; Malasia; Maldivas; Mauritius; Mayotte; Mozambique; Omán; Reunión; Seychelles; Somalia; Sri Lanka; Sudáfrica; Tanzania y Tailandia.

## Alimentación
Es omnívoro, y se alimenta, tanto de algas, como de zooplancton, así como de pólipos de corales blandos, del orden Alcyonaria y copépodos.

## Reproducción
Son dioicos, o de sexos separados, ovíparos, y de fertilización externa. El desove sucede antes del anochecer. Forman parejas durante el ciclo reproductivo, pero no protegen sus huevos y crías después del desove.
Su nivel de resiliencia es alto, doblando la población en menos de 15 meses.